# 1941年伊拉克政变
1941年伊拉克政变（阿拉伯語：ثورة رشيد عالي الكيلاني）是1941年4月1日在伊拉克王國发生的一场政變。
當時伊拉克的軍隊打算讓伊拉克脫離英國實現完全獨立，於是他们与德國情報機構阿勃維爾合作，并接受德國和意大利的军事援助。 結果伊拉克的亲英政权被軍隊推翻，阿卜杜勒·伊拉和努里·赛义德下台，拉希德·阿里·盖拉尼出任伊拉克总理。政變导致英國伊拉克戰爭爆發，英國占领伊拉克。